# Servicio de Atención Primaria de Urgencia
En Chile un Servicio de Atención Primaria de Urgencia (SAPU) es un establecimiento de salud que ofrece atención a las necesidades de urgencia de baja complejidad, que se emplaza adosado a un centro de salud de atención primaria o en un local anexo. Depende técnica y administrativamente de éste o, en su defecto, de quien la autoridad sanitaria local determine, y cumple la función de entregar prestaciones de urgencia médica en horario no hábil. El SAPU es un componente de la Red de Urgencia chilena y, dada su ubicación en el nivel primario, tiene la obligación de asegurar a la población afiliada a Fonasa el acceso inmediato a la atención médica, resolviendo los problemas de salud pertinentes a su capacidad resolutiva y derivando los casos que no pueden ser resueltos a ese nivel de manera coordinada con los otros establecimientos de la Red local. Los afiliados a una isapre pueden ser atendidos de acuerdo a la Ley de Urgencia.
Existen 181 y funcionan como Centros de Salud de la Atención Primaria.[cita requerida]
Se atienden urgencias tales como: 
- accidentes cardiovasculares (infartos)
- accidentes
- afecciones respiratorias
- problemas digestivos (predominio biliar)
- problemas en diabéticos e hipertensos descompensados
- problemas de piel (reacciones alérgicas)
- infecciones del tracto urinario
- esguinces
- contusiones
- urgencias dentales (determinados servicios)
- intoxicaciones